# Les Salelles, Lozère
Les Salelles là một xã ở tỉnh Lozère trong vùng Occitanie, phía nam nước Pháp.